# Risa Lavizzo-Mourey
Risa J. Lavizzo-Mourey (nascida em 25 de setembro de 1954) é uma médica e executiva estadunidense que atuou como presidente e CEO da Robert Wood Johnson Foundation de 2003 a 2017.  Ela foi a primeira mulher e a primeira afro-americana a chefiar a fundação, que tem um patrimônio de cerca de US$ 8 bilhões e distribui mais de US$ 400 milhões por ano.  Ela foi nomeada uma das 100 mulheres mais poderosas pela Forbes várias vezes, e uma das criadoras de história do Grio.   Ela foi eleita membro da American Philosophical Society em 2016. 

## Educação e início de carreira
Nascida em Seattle, Washington, em 1954, Risa Lavizzo-Mourey frequentou a The Bush School e frequentou a Universidade de Washington e a Universidade Estadual de Nova York em Stony Brookbut se candidatou à faculdade de medicina após seu primeiro ano seu MD na Harvard Medical School e completou seu estágio e residência no Brigham and Women's Hospital em Boston. Em 1984, ela foi nomeada uma Robert Wood Johnson Foundation Clinical Scholar na Universidade da Pensilvânia, e recebeu seu título de Master of Business Administration em administração de saúde pela Wharton School, da Universidade da Pensilvânia, em 1986. Ela é mestra e ex-regente do American College of Physicians, onde presidiu seus comitês de ética e direitos humanos. 

## Carreira
Lavizzo-Mourey ingressou na Fundação Robert Wood Johnson, em abril de 2001, como vice-presidente sênior e diretora de seu Grupo de Saúde. Antes de ingressar na fundação, ela atuou como diretora do Institute on Aging, da Universidade da Pensilvânia; bem como chefe da divisão de medicina geriátrica; Sylvan Eisman Professor de Medicina e Sistemas de Saúde; e chefe associada de equipe de geriatria e cuidados estendidos para o Centro Médico da Administração de Veteranos da Filadélfia. Ela também atuou no Departamento de Saúde e Serviços Humanos dos Estados Unidos como vice-administradora da Agency for Healthcare Policy and Research (agora conhecida como Agency for Healthcare Research and Quality). Lavizzo-Mourey foi membro da Força-Tarefa da Casa Branca para a Reforma dos Cuidados de Saúde e atuou como consultora da Casa Branca em questões de política de saúde.
Lavizzo-Mourey atuou em vários comitês consultivos federais, incluindo a Task Force on Aging Research, o Office of Technology Assessment Panel on Preventive Services for Medicare Beneficiaries, o Institute of Medicine 's Panel on Disease and Disability Prevention Among Older Adults, e o Institute of Medicine's Panel on Disease and Disability Prevention Among Older Adults. Comitê Nacional de Estatísticas Vitais e de Saúde (onde presidiu o Subcomitê de Populações Minoritárias). Ela se juntou a uma lista impressionante de membros do conselho seguindo uma ordem executiva do presidente Barack Obama para a instalação do Conselho Presidencial de Fitness, Esportes e Nutrição para enfrentar a epidemia de obesidade infantil. Em 2014, Lavizzo-Mourey foi nomeada membro do conselho de regentes do Smithsonian. Ela também atuou na Comissão Consultiva do Presidente sobre Proteção ao Consumidor e Qualidade na Indústria de Cuidados de Saúde. Ela recentemente completou o serviço como co-vice-presidente de um estudo do Instituto de Medicina solicitado pelo Congresso sobre disparidades raciais nos cuidados de saúde.
Em janeiro de 2018, Lavizzo-Mourey ingressou na Universidade da Pensilvânia como a décima nona professora da Penn Integrates Knowledge University da instituição.  Ela é membro do Conselho Consultivo Externo do Centro de Incentivos à Saúde e Economia Comportamental (CHIBE) da Universidade da Pensilvânia. 

## Prêmios e reconhecimentos
A partir de 2016, Lavizzo-Mourey é listada como a 97ª mulher mais poderosa do mundo pela Forbes.
- 2019: Medalha Memorial Sedgwick da Associação Americana de Saúde Pública.[14]

## Vida pessoal
Ela é casada com Robert Lavizzo-Mourey e tem dois filhos adultos. Lavizzo-Mourey atualmente reside em Glenside, Pensilvânia. 